# Helen S. Mayberg
Helen S. Mayberg née le 2 janvier 1956 en  Californie est une neurologue américaine. Elle est connue pour ses travaux sur la délimitation des fonctions cérébrales anormales chez les patients souffrant de dépression majeure à l'aide de la neuroimagerie fonctionnelle. Ses travaux ont conduit à la première étude pilote sur la stimulation cérébrale profonde (SCP) pour les patients souffrant de dépression résistante, ainsi qu'à une méthode ayant donné lieu à un dépôt de brevet.

## Biographie
Helen S. Mayberg obtient un Bachelor of Arts en psychobiologie à l'Université de Californie à Los Angeles, et effectue son doctorat de médecine à l'Université de Californie du Sud. Elle se forme ensuite à la neurologie à l'Institut de Neurologie de l'Université Columbia à New York, puis travaille comme chercheuse en médecine nucléaire à Johns-Hopkins. 
Helen S. Mayberg est ensuite recrutée comme chercheuse à Johns Hopkins et au Centre des sciences de la santé de l'Université du Texas à San Antonio, elle occupe la première chaire Sandra Rotman en neuropsychiatrie à l'Université de Toronto, puis la première chaire Dorothy C. Fuqua en imagerie et thérapeutique psychiatriques à l'Université Emory. Depuis 2018, Helen Mayberg occupe les postes de professeure de neurologie et neurochirurgie, et de professeure de psychiatrie et neurosciences à la Mount Sinai Medical School. Elle est également directrice du Nash Family Center for Advanced Circuit Therapeutics à la Icahn School of Medicine de Mount Sinai, qu'elle a fondé.  

## Travaux de recherche
Ses recherches en neurologie sont nées d'observations selon lesquelles les diagnostics psychologiques des troubles mentaux ne reposaient pas suffisamment sur des preuves neurologiques et que le développement d'un système de cartographie des circuits de l'activité cérébrale permettrait des diagnostics et des traitements plus objectifs,,. L'objectif du Nash Family Center for Advanced Circuit Therapeutics, qu'elle dirige, est de faire évoluer la thérapie de la stimulation cérébrale profonde vers plus de précision et plus de personnalisation pour chaque patient, en s'appuyant notamment sur cette cartographie individuelle.

### Biomarqueurs électrophysiologiques de la dépression
Helen Mayberg étudie la dépression et intègre des stratégies de neuroimagerie telles que la tomographie par émission de positrons (TEP), l'IRMS, l'IRM fonctionnelle, l'IRM de diffusion et l'EEG ainsi que des mesures comportementales et psychophysiologiques pour définir les mécanismes cérébraux et évaluer les traitements antidépresseurs[réf. nécessaire]. 
Elle développe des biomarqueurs d'imagerie et des algorithmes qui différencient les sous-groupes de patients, et optimisent la sélection du traitement en fonction du sujet individuel, à tous les stades de la maladie. 

### Stimulation cérébrale profonde pour le traitement de la dépression
Elle se concentre également sur les tests de stimulation cérébrale profonde pour la dépression résistante au traitement, réunissant électrophysiologistes, ingénieurs, scientifiques de l'imagerie et cliniciens pour affiner, optimiser et étendre le traitement de la dépression et d'autres troubles neuropsychiatriques. 
Dans le traitement qu'elle a développé, la cible corticale retenue pour le traitement de la dépression résistante est l'aire de Brodmann 25, une partie du cortex cingulaire antérieur. Cette zone jouerait un rôle central dans le traitement des émotions négatives liées à la dépression et est connectée à des parties du cerveau qui sont liées à des traits de dépression observables, tels que l'appétit et les habitudes de sommeil. En 2008, Helen Mayberg contribue au lancement de l'essai clinique BROADEN, pour Brodmann Area 25 Deep Brain Neuromodulation (neuromodulation cérébrale profonde de l'aire de Brodmann 25). Les premiers résultats ayant été jugés insuffisants par l'entreprise St Jude Medical, qui fournissait les équipements de stimulation, l'essai a été interrompu faute de financement. 
Cependant, des changements positifs ont été constatés après l'arrêt de l'essai,. En conséquence, Helen Mayberg a continué la recherche sur son hypothèse, faisant notamment évoluer les critères de recrutement des patients. Les recherches actuelles examinent les raisons pour lesquelles certains patients répondent à la stimulation et d'autres non. À cette fin, une étude dirigée par le Dr Mayberg a montré qu'une brève exposition peropératoire à une stimulation thérapeutique au moment de la chirurgie d'implantation induit un changement d'état cérébral électrophysiologique rapide et cohérent, indexé par une diminution de l'onde bêta mesurée au site de stimulation. Ces changements peropératoires de l'état du cerveau sont observés chez des sujets individuels et sont corrélés à une réduction significative et durable des symptômes dépressifs en dehors de la salle d'opération sans stimulation supplémentaire, établissant la réduction de la puissance bêta en tant que nouveau biomarqueur pour l'optimisation du traitement par stimulation cérébrale profonde. 

### Brevets
Le Dr Mayberg est co-inventrice avec Andres Lozano de la « Méthode de traitement des troubles de l'humeur dépressifs et des troubles anxieux à l'aide de la neuromodulation », brevet américain 2005/0033379A1. St. Jude Medical Neuromodulation a reconnu sa propriété intellectuelle pour le développement de la stimulation cérébrale profonde cingulaire sous-calleuse pour la dépression unipolaire et bipolaire résistante au traitement,,.

## Activités connexes à la recherche

### Effets de la méditation sur la dépression
En 2017, le Dr Mayberg et le 14e Dalaï Lama assistent à une conférence sur la pleine conscience et l'impact de la méditation sur le cerveau. Le Dalaï Lama voulait savoir si le cerveau avait un impact sur l'esprit ou si c'était l'inverse. Mayberg a souligné l'impact de la SCP sur les personnes gravement déprimées. Son hypothèse informelle était que, sur la base d'expériences qui examinaient le comportement cérébral de personnes pratiquant la méditation et d'expériences impliquant la SCP, il était probable que la méditation puisse améliorer les ondes cérébrales importantes pour la santé mentale ; cependant, lorsqu'un patient éprouve un certain degré de dépression, un traitement biologique reste nécessaire pour ramener le patient dans un état psychologique permettant la méditation,,.

### Neuroéthique de la stimulation cérébrale profonde
Un risque de la stimulation cérébrale profonde est qu'elle est susceptible de changer l'identité d'un patient, en raison de son impact sur la personnalité ou l'agentivité des patients, ou de provoquer des effets émotionnelles ou biologiques indésirables. Dans le cas de la dépression, l'argument opposé à cela est que les personnes gravement déprimées ont souvent perdu le sens de soi, et que les procédures invasives telles que la SCP peuvent restaurer ce sens de soi. Par ailleurs, des chercheurs indiquent que les progrès de la recherche sur des biomarqueurs spécifiques à la maladie pourront permettre de cibler précisément les symptômes en limitant au maximum d'éventuels effets connexes sur la personnalité. 
En 2014, Helen Mayberg a fait une présentation à la Commission présidentielle pour l'étude des questions bioéthiques, où elle a présenté le bilan neuroéthique de son expérience clinique et scientifique. Son commentaire portait sur le fait que les patients gravement déprimés sont rarement irrationnels et qu'il doit y avoir une communication ouverte et une compréhension bidirectionnelle des attentes des patients et des cliniciens. Elle a également affirmé dans ses publications que le discours des patients recevant une SCP devrait être reflété dans la littérature médicale,.

### Neurodroit
Le domaine du neurodroit (en), lié à la médecine légale et à la crimInologie, est basé sur le concept que les techniques d'imagerie cérébrales telles que l'IRM ou la TEP peuvent être utilisés pour caractériser la personnalité, et ainsi dégager de toute responsabilité ou au contraire incriminer l'auteur présumé d'un crime devant un tribunal. Cette théorie a attiré l'attention de la presse après le procès et la condamnation de John Hinckley Jr . Des chercheurs, dont le Dr Mayberg, ont soutenu dans des éditoriaux et des interviews que la science du cerveau ne peut pas être utilisée, du moins à ce stade, pour fournir des preuves d'une condamnation. Par extension, il pourrait être interprété à tort que les analyses cérébrales pourraient prédire le potentiel de comportement criminel d'une personne,,.

## Prix et distinctions
- Médaille d'or de la Society of Biological Psychiatry en 2014[30].
- Élection à l'American Academy of Arts and Sciences en 2017[6].
- Élection à la Johns Hopkins University Society of Scholars en 2019[31].
- Prix de neuroéthique Steven E. Hyman Award for Distinguished Service to the Field of Neuroethics en 2018[32].
- Élection à l'Académie Nationale des Sciences en 2022[1].